# 安全轉矩關閉
安全轉矩關閉（Safe Torque Off）簡稱STO，是工業設備中的安全機能，此機能有效時，設備不輸出轉矩。在EN IEC 61800-5-2: 2007《可調速電機驅動系統，Part 5-2：安全需求-機能》中也有提到此一安全機能。

## 說明
安全轉矩關閉機能是驅動器（變頻器或伺服驅動器）整合的安全機能中，最基本且最常見的安全機能。STO一般會用在有電動機的設備中，此機能動作時，不提供能量給電動機，因電動機不會輸出轉矩，避免未預期的啟動。
安全轉矩關閉機能只確保電動機不輸出能量，一般情形下，電動機仍會繼續運轉，因為其設備的摩擦力而漸漸停止。若是用在升降機之類需抵抗重力的場合，需再配合機械剎車使用，或是使用其他可以使電動機靜止不動的安全機能。

## 外部連結
- ABB Webpage Tutorial （页面存档备份，存于）
- Siemens Webpage Tutorial